# 고쿠리쓰쿄기조역
고쿠리쓰쿄기조역(일본어: 国立競技場駅, こくりつきょうぎじょうえき, 국립경기장역)은 일본 도쿄도 신주쿠구에 있는 철도역이다. 역 번호는 E 25이다. 병기 역명은 도쿄타이이쿠칸마에 (도쿄 체육관 앞)이다. 이 역은 시부야구와 신주쿠 구의 경계상에 건설된 역이다.

## 타는 곳
섬식 승강장 1면 2선 지하역.
| 1 | ○ 도영 지하철 오에도 선 | 롯폰기・다이몬              |
| 2 | ○ 도영 지하철 오에도 선 | 도초마에・히카리가오카 방면 |

## 이용 가능 철도 노선
- 도쿄 도 교통국
  - ○ 오에도 선

## 이용 현황
- 2008년도의 1일 평균 승차 인원 10,439명.

## 역 주변
- 동일본 여객철도 센다가야역
- 동일본 여객철도 시나노마치역: (A1 출구)
- 도쿄 지하철 후쿠토신 선 기타산도 역
- 신주쿠 어원
- 수도 고속 4호 신주쿠 선
- 메이지 신궁
- 국립 요요기 경기장
- 국립능악당
- 일본 청년관
- 메이지 공원
- 츠다주쿠 대학 센다가야 캠퍼스
- 게이오기주쿠 대학 시나노마치 캠퍼스

## 역사
- 2000년 4월 20일: 영업 개시.
- 2000년 12월 12일: 오에도 선 전구간 개통.

## 사진

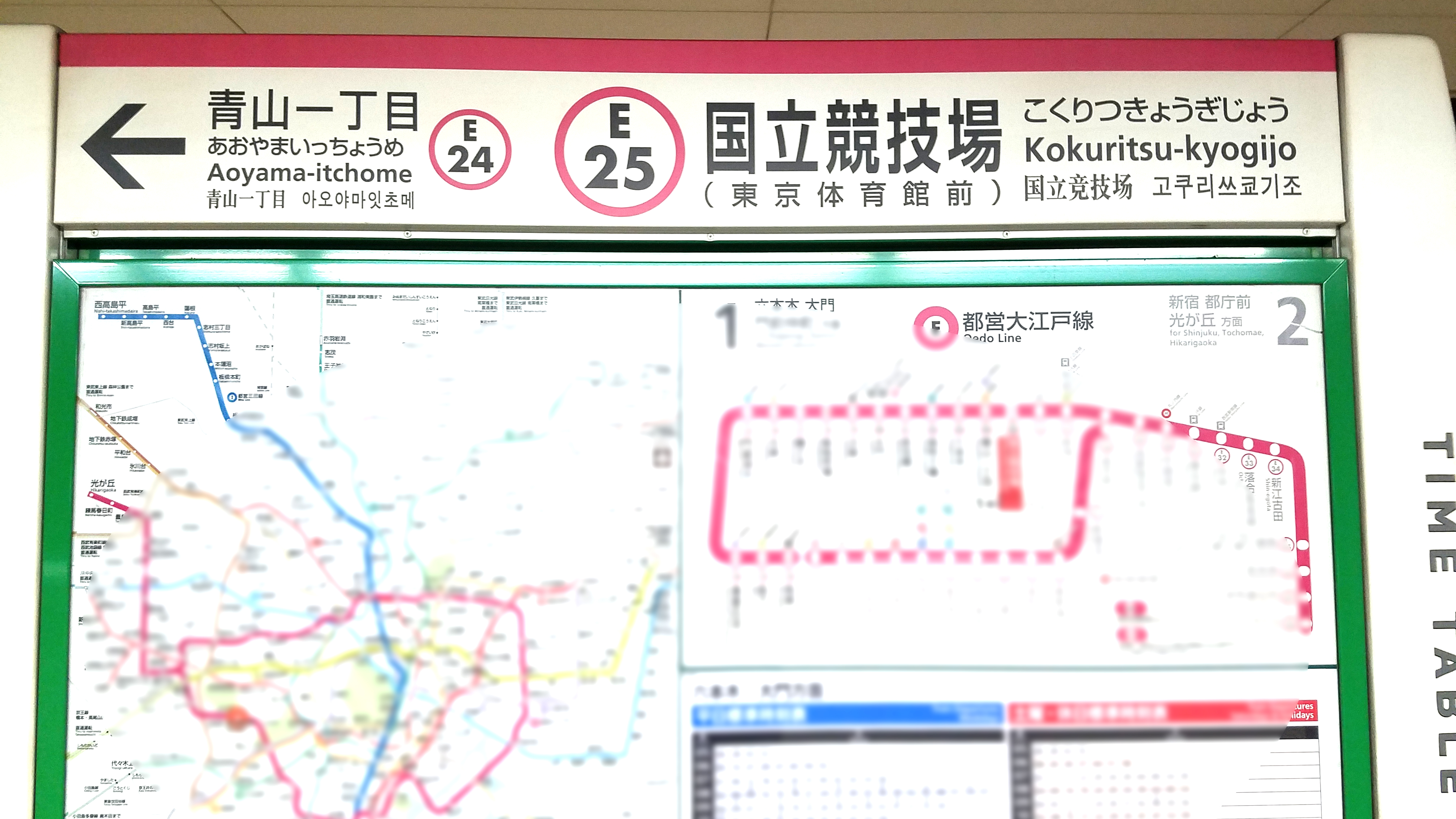
역명판(2019년 12월 1일)
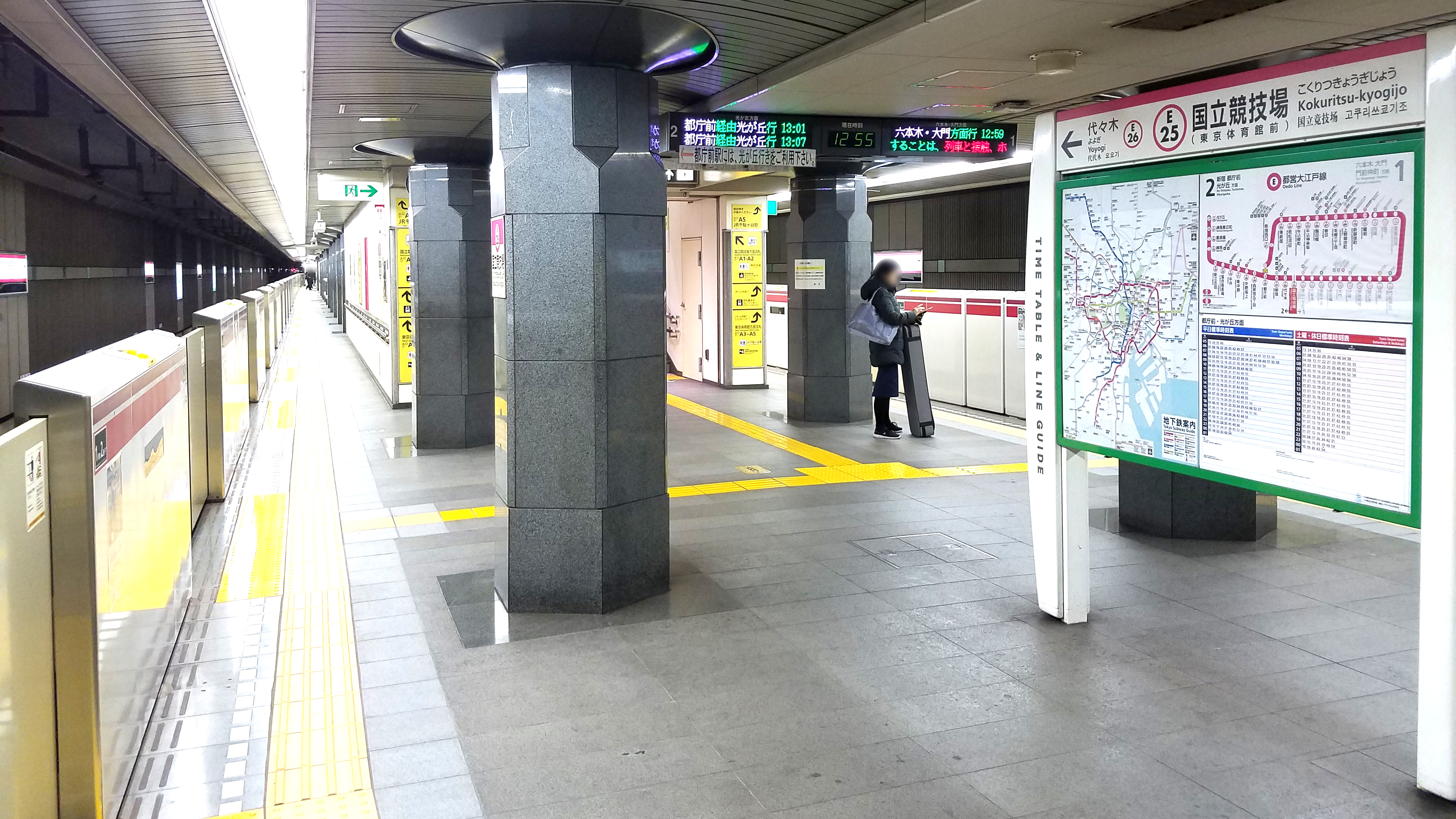
승강장(2019년 12월 1일)

## 인접역
| 도쿄 도 교통국 오에도 선          | 도쿄 도 교통국 오에도 선 | 도쿄 도 교통국 오에도 선      |
| --------------------------------- | ------------------------ | ----------------------------- |
| E 24 아오야마 1초메 도초마에 방면 | 오에도 선                | E 26 요요기 히카리가오카 방면 |